# Randia confusa
Randia confusa är en måreväxtart som beskrevs av Attila L. Borhidi och Diego. Randia confusa ingår i släktet Randia och familjen måreväxter. Inga underarter finns listade i Catalogue of Life.